# Památník Bratislavsko-brněnské operace
Památník Bratislavsko-brněnské operace (též Památník Novosady) se nachází na vrchu Čertoraj u obce Křepice, okres Břeclav. Jeho výstavba započala v polovině 80. let, po sametové revoluci však práce ustaly. V roce 2022 proběhla demolice části nedostavěného památníku (provozní budova s kinosálem a dále obslužná budova u parkoviště) a zároveň byla opravena a zpřístupněna kopule vyhlídky, včetně vybudování nové odpočinkové zóny v místě zbořené budovy památníku.

## Historie

### Pozadí vzniku
Během průběhu Bratislavsko-brněnské operace uskutečnil maršál Rodion Malinovskij ve druhé polovině dubna 1945 návštěvu fronty na jižní Moravě. Mimo jiné zavítal i na pozorovatelnu 18. gardového střeleckého sboru generálporučíka Afonina v trati Novosady u Křepic. Návštěva proběhla 23. dubna 1945 za přísného utajení. Odtud dal Malinovskij rozkaz k rozhodujícímu útoku na Brno. Během této události byl pořízen filmový záznam, poprvé zveřejněný v roce 1965. Přitom se podařilo identifikovat místo maršálovy návštěvy jako vrch Čertoraj východně od Křepic.
V roce 1975 nastalo 30.	výročí osvobození Československa. Dne 2. února 1975 proběhlo v Křepicích slavnostní otevření výstavy o průběhu Bratislavsko-brněnské operace, připravené Moravským zemským muzeem v Brně. Tentýž den byl na vrchu Čertoraj položen základní kámen budoucího památníku. Na podzim 1975 byla v křepické základní škole otevřena Síň tradic a přátelství, kde se postupem let nashromáždila řada exponátů souvisejících s vojenskou operací.
Během 70. let pak dále došlo k rekonstrukci Afoninovy pozorovatelny, která byla zastřešena a obložena dřevem.
Diskuze o podobě budoucího památníku však trvaly až do počátku 80. let. Nakonec byl křepickým MNV vybrán projekt Ing. arch. J. Špačka ze Stavoprojektu Brno. Rozpočet stavby dosáhl 10 milionů Kčs. Monumentální památník byl v podobě makety představen veřejnosti v červenci 1982.
Komplex měl sestávat ze čtyř hlavních částí:
1. hlavní budova (částečně zapuštěná v zemi) s kinosálem, vyhlídkovou věží, trvalou expozicí a sociálním zařízením.
2. stávající pozorovatelna maršála Malinovského
3. skanzen sovětské bojové techniky
4. parkoviště autobusů s obslužným objektem

Vyhlídková věž byla navržena v podobě proskleného dvanáctistěnu o průměru 10 metrů. Uvnitř se měla nacházet plastická mapa území od Křepic až po Brno.

### Výstavba
Samotná výstavba započala v roce 1984. Nejprve byla vybudována příjezdová komunikace s parkovištěm a přípojky vody a elektřiny. V květnu 1988 se začalo s výstavbou hlavní budovy, v únoru 1989 vyhlídkové věže. Práce po celou dobu provázely potíže s nedostatkem materiálu, stavební techniky a pracovních sil. Při výstavbě byli angažováni brigádníci (mimo jiné i z Křepic), kteří odpracovali 4438 hodin.
Kvůli nepřízni počasí byla stavba přerušena 18. listopadu 1989. Nadcházející události pak již znemožnily obnovení prací – projekt se stal politicky i finančně neúnosným. Torzo památníku se stalo pro obec Křepice břemenem, kterého se neúspěšně pokoušela zbavit prodejem. Přitom teprve v roce 2007 došlo k jeho formálnímu převedení do vlastnictví obce.

### Současnost
Je uvažováno o částečném dokončení památníku ve formě malého muzea, kopule má být zpřístupněna jako rozhledna. Řešení situace památníku však zatím nepatří mezi obecní priority.
Dne 22. dubna 2011 proběhla u památníku oslava 66. výročí osvobození Brna. Při této příležitosti bylo rozhodnuto o vybudování kamenné mohyly s pamětní deskou. Ta byla postavena v roce 2012. Dále zde byla umístěna informační tabule o průběhu Bratislavsko-brněnské operace.

## Přístupnost
Památník je dostupný odbočkou ze silnice II/381 mezi Křepicemi a Nikolčicemi. Asi 100 m pod památníkem se nachází původní parkoviště. Kolem památníku dále prochází modrá turistická značka, vedoucí z Křepic. Na místě se nalézá rozcestník Novosady (památník).

## Galerie
Snímky stavu památníku na jaře 2014.

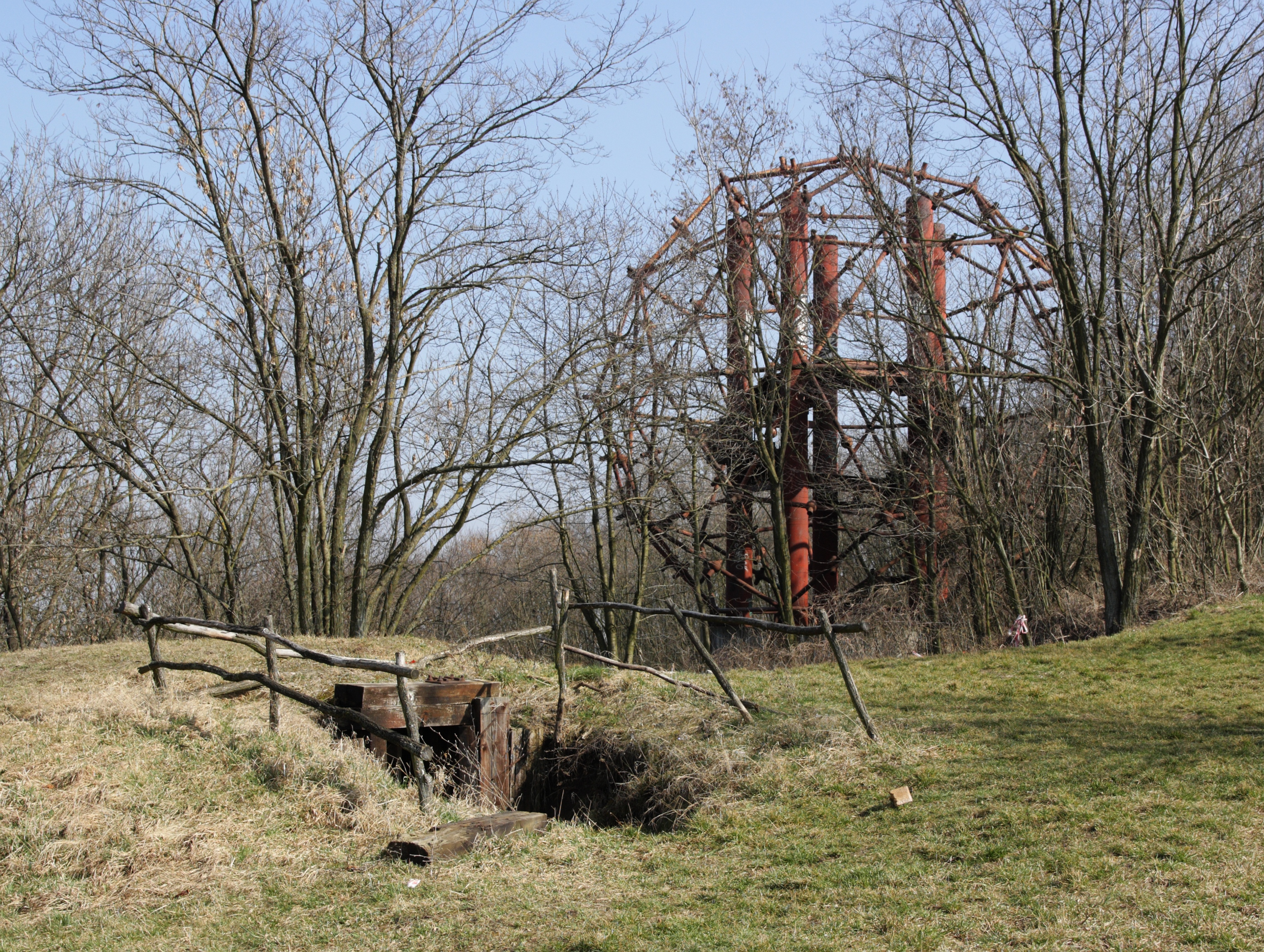
Pozorovatelna a vyhlídková věž
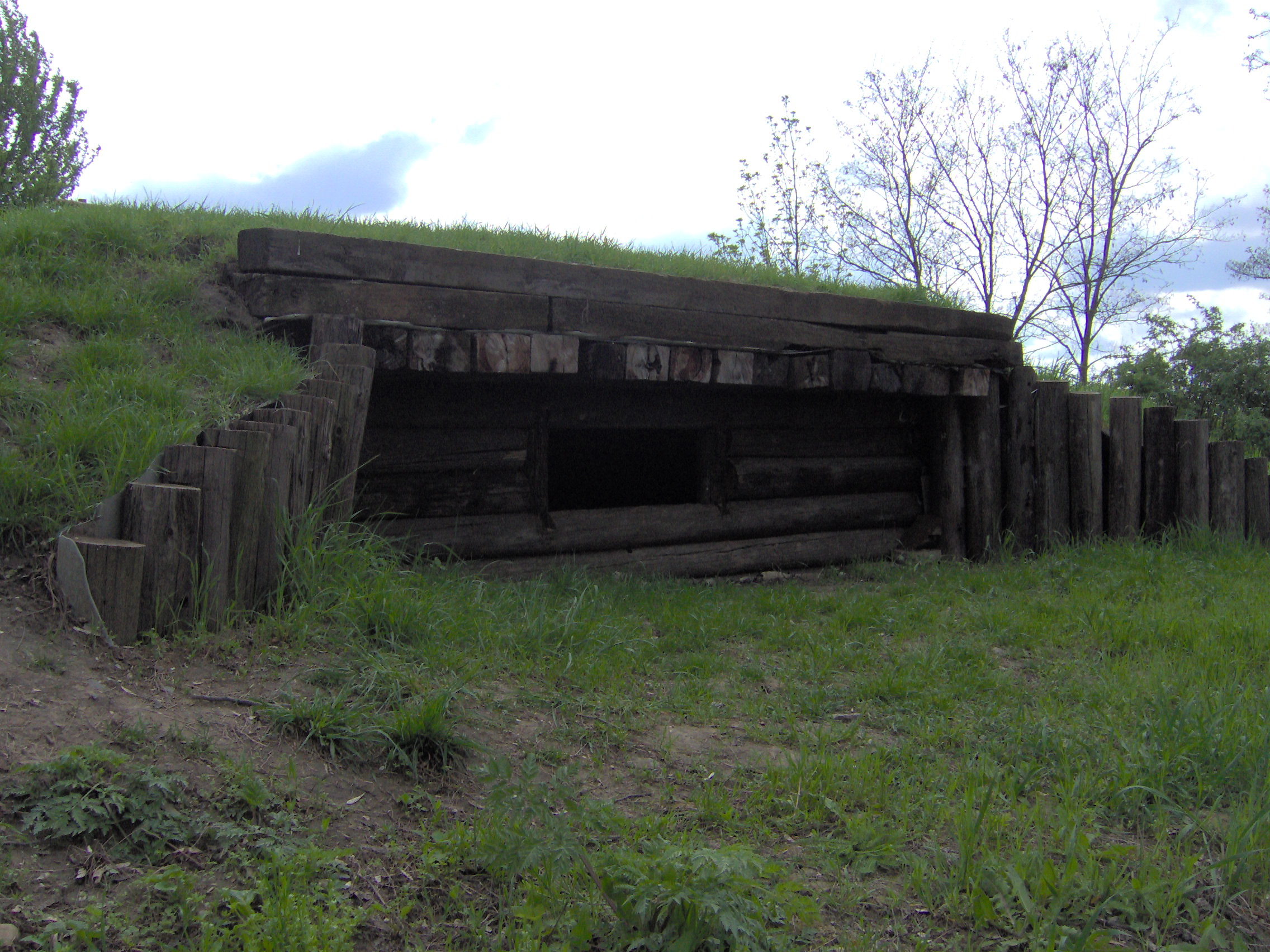
Pozorovatelna, čelní pohled (2010)
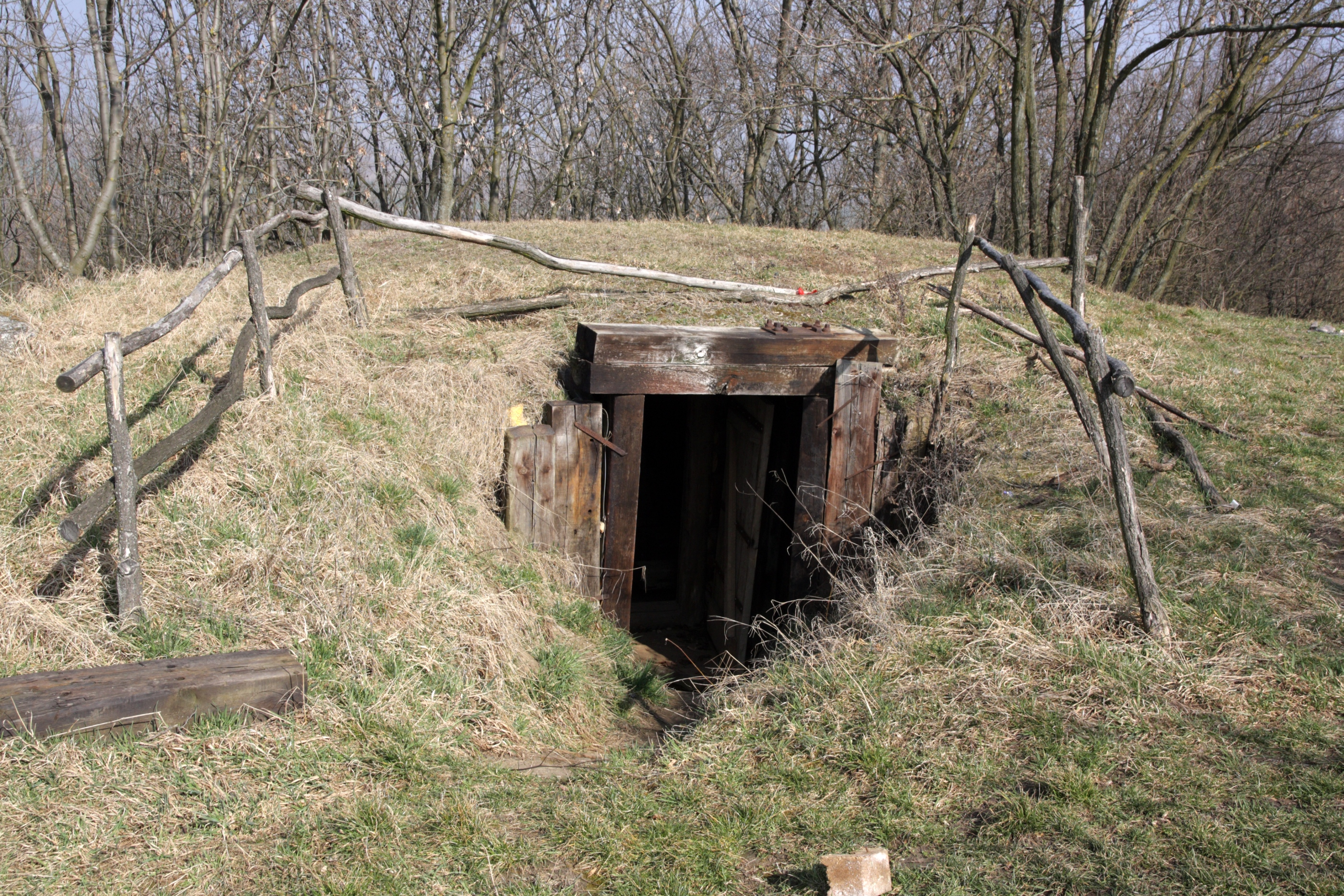
Pozorovatelna, vstup
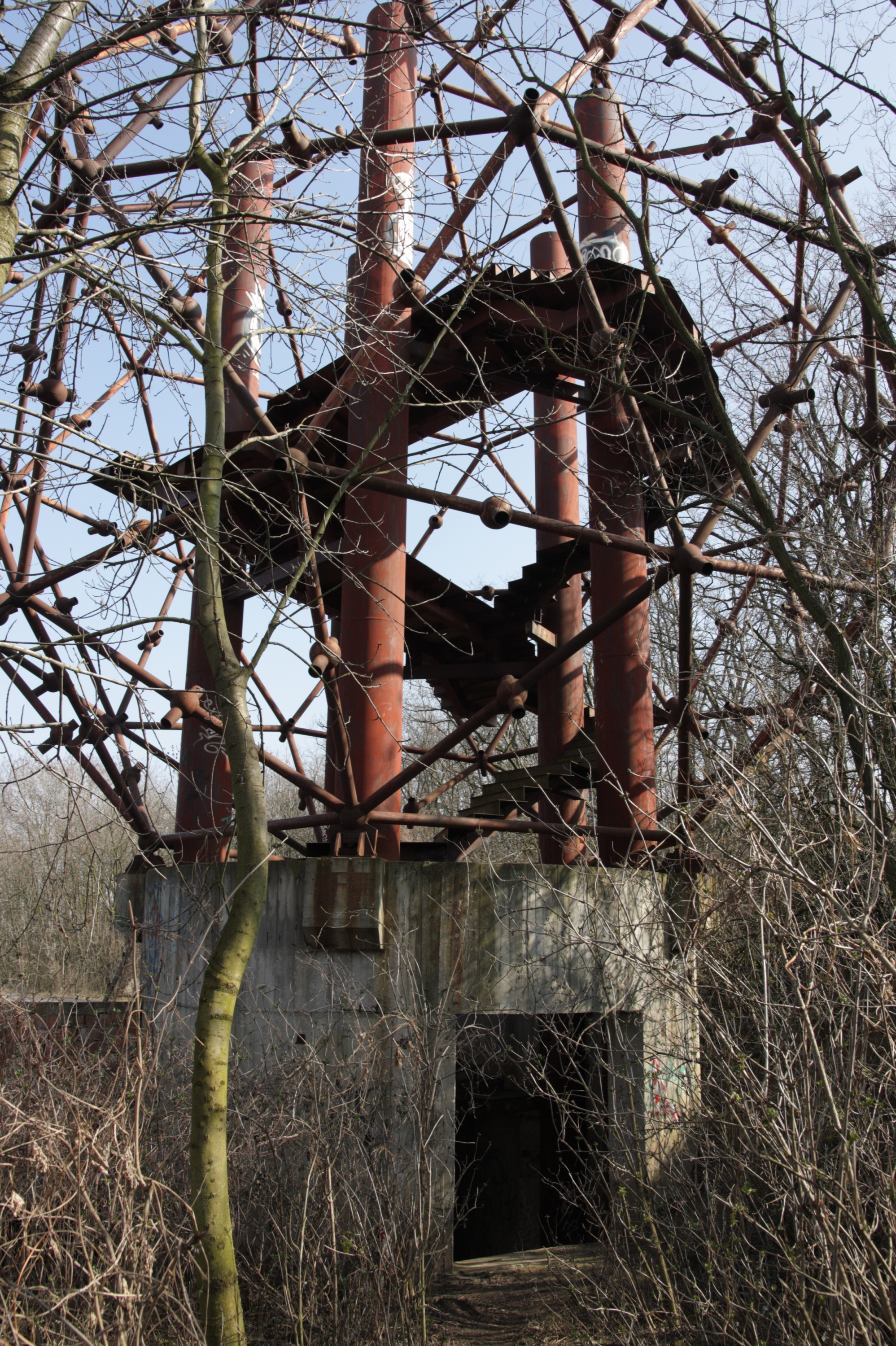
Torzo vyhlídkové věže
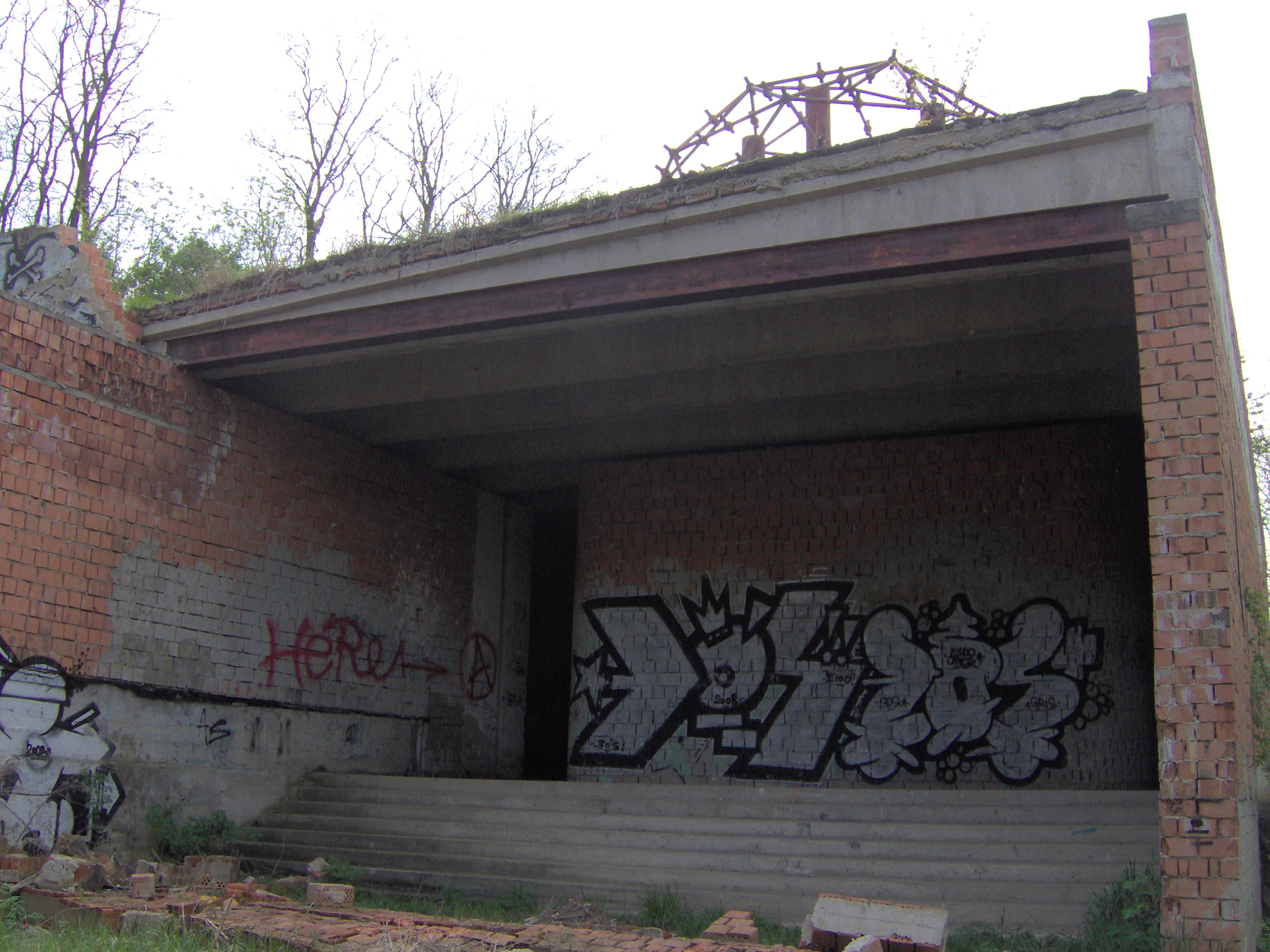
Hlavní budova, vstupní část (2010)
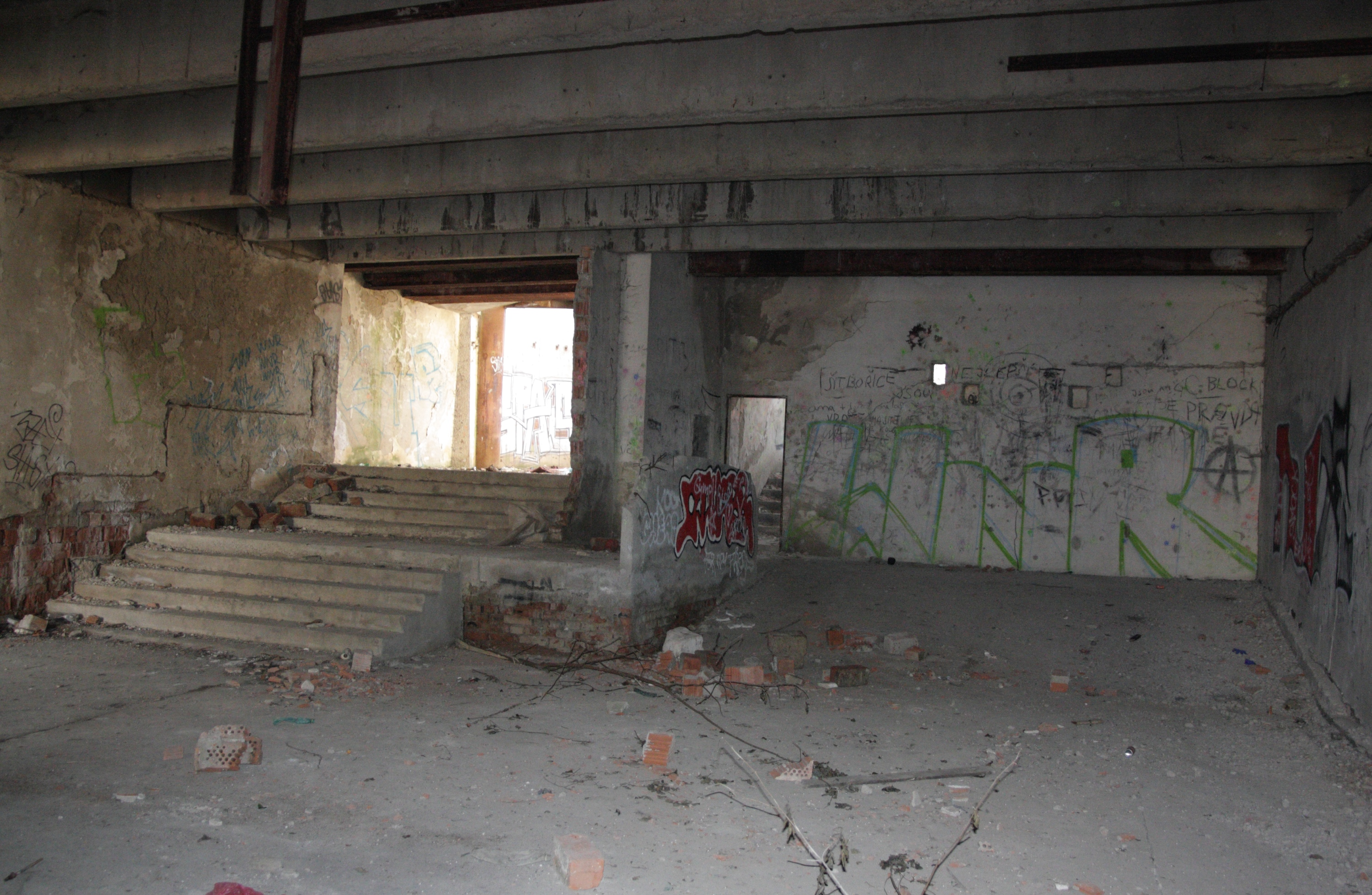
Hlavní budova, vpravo prostor kinosálu
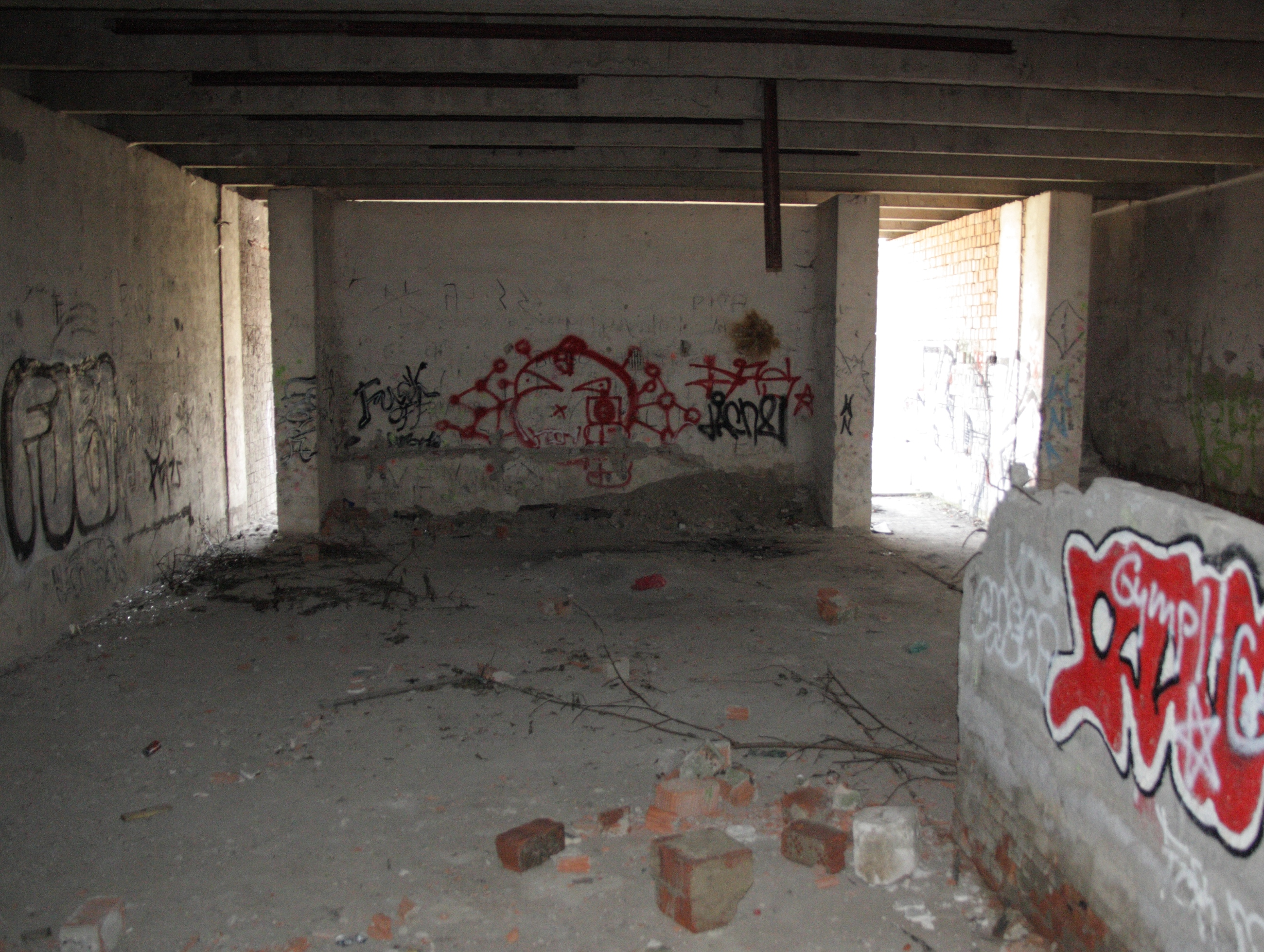
Prostor kinosálu, pohled na stěnu pro plátno
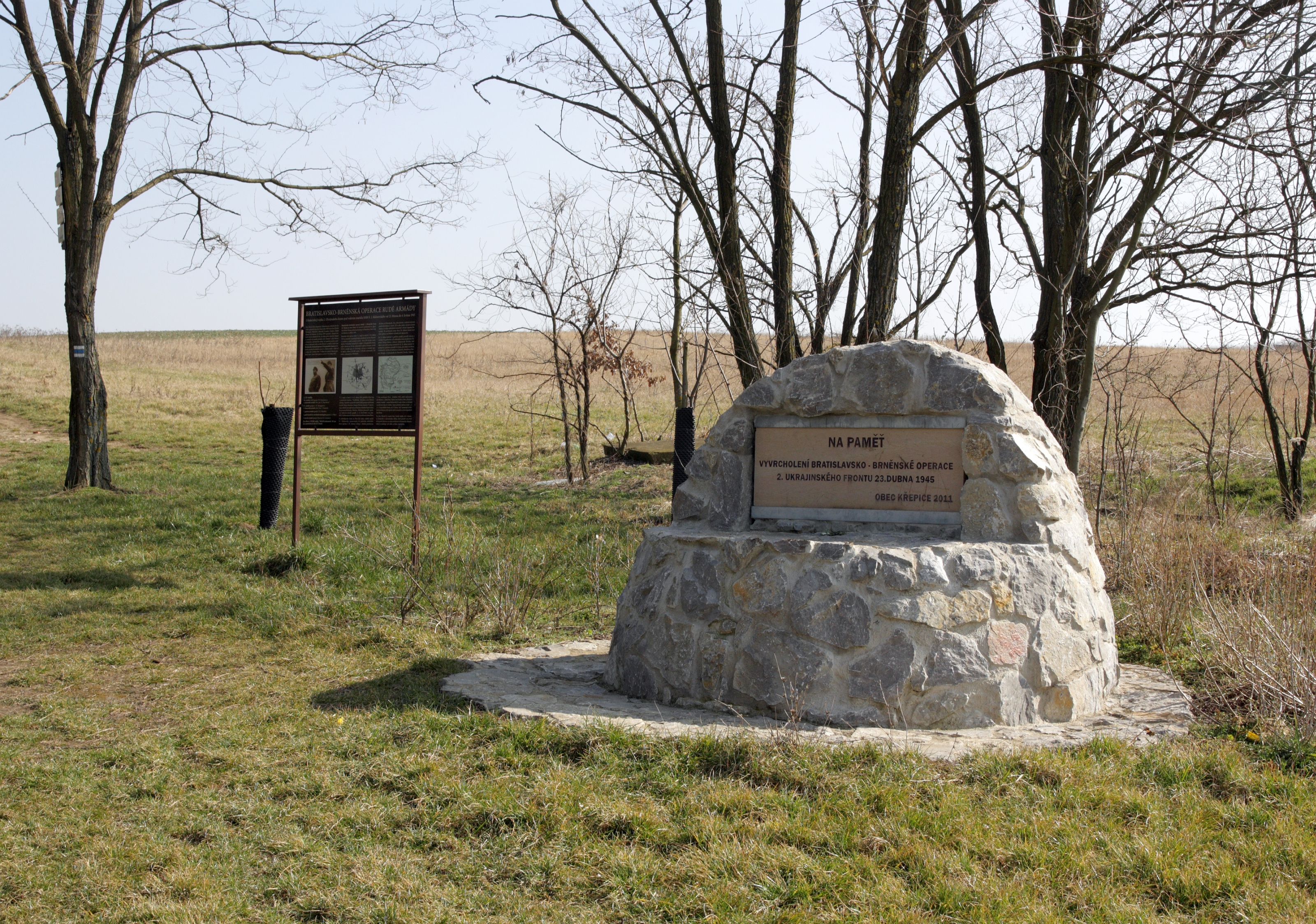
Mohyla z roku 2012 a informační tabule